# Iridomyrmex cordatus
Iridomyrmex cordatus é uma espécie de formiga do gênero Iridomyrmex.